# Equipos de Demolición Submarina
Los Equipos de Demolición Submarina (del inglés: Underwater Demolition Teams, o por sus siglas,UDT) también conocidos como los hombres rana (frogmen) fueron unidades anfibias creadas por la Armada de Estados Unidos durante la Segunda Guerra Mundial con misiones no-tácticas especializadas. La comunidad UDT fueron los predecesores de los actuales equipos SEAL de la Armada.
La función principal de los UDT durante la Segunda Guerra Mundial era el reconocimiento y la demolición submarina de obstáculos naturales o artificiales que obstruían los desembarcos anfibios. Después de la guerra hicieron la transición hacia los equipamientos de buceo cambiando así sus capacidades y, por ello, llegaron a ser considerados más elitistas y tácticos durante las guerras de Corea y de Vietnam. Los UDT fueron pioneros en operaciones de demolición submarina, buceo en circuito cerrado, natación de combate y en operaciones con minisubmarinos sumergibles (tanto húmedos como secos). 
Posteriormente se les encomendó la tarea de garantizar la recuperación de las cápsulas espaciales y el rescate de los astronautas después de su amerizaje, de los respectivos programas de vuelo espacial Mercury, Gemini y Apolo. Fue incluido un entrenamiento para que adquirieran formación como comandos, lo que los convirtió en los precursores del programa de los SEALs de la Armada de Estados Unidos que existe a día de hoy.
En 1983, después de una instrucción SEAL adicional, los UDT fueron redesignados como Equipos SEAL o Equipos con Vehículos de Propulsión Subacuática (Swimmer Delivery Vehicle Teams (SDVTs). Desde entonces, los Equipos con Vehículos de Propulsión Subacuática han sido redesignados con el nombre de  SEAL Delivery Vehicle Teams.

## Inicios

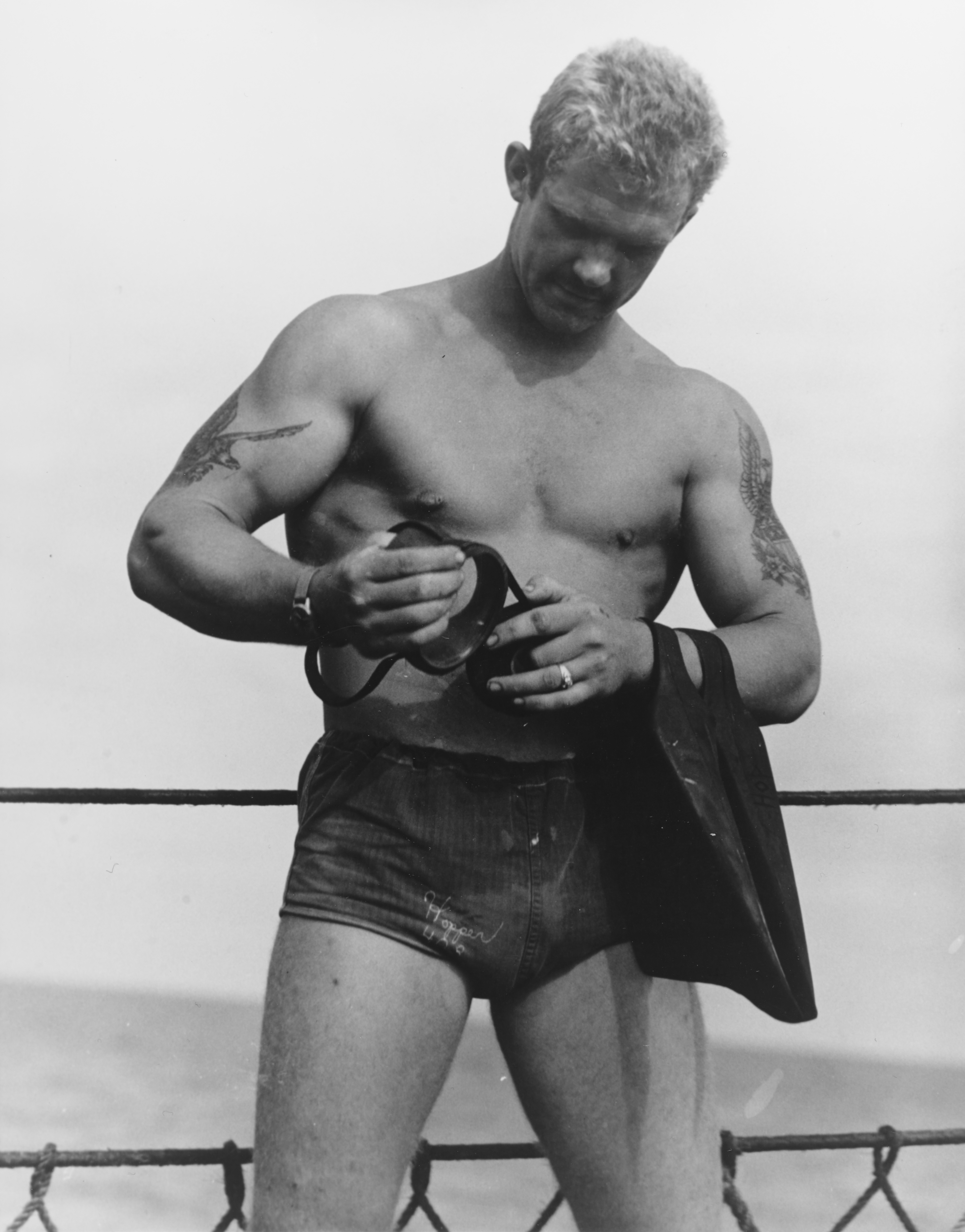
Un nadador de demolición submarina comprueba sus aletas y sus gafas de buceo durante las operaciones de los UDT en Balikpapan, el 3 de julio de 1945.

La Armada de Estados Unidos estudió meticulosamente los problemas que surgieron por los desastrosos desembarcos anfibios de los bloques aliados durante la Campaña de Gallipoli en la Primera Guerra Mundial. Esto contribuyó al desarrollo y experimentación de nuevas técnicas de desembarco a mediados de 1930. En agosto de 1941 se realizaron pruebas de desembarco y una peligrosa operación hizo que al Teniente Segundo del Ejército, Lloyd E. Peddicord, se le asignara la labor de analizar y de adoptar una técnica que forma parte del ámbito de especialidades de obtención de inteligencia, la llamada inteligencia humana (HUMINT).
Cuando Estados Unidos entró en la Segunda Guerra Mundial, la Marina se dio cuenta de que para atacar a las potencias del Eje las fuerzas norteamericanas iban a tener que realizar una gran cantidad de ataques anfibios. La Marina sabía que era imprescindible que los hombres supieran reconocer las playas de desembarco, establecer obstáculos y defensas, así como guiar a las fuerzas de desembarco hacia tierra. En agosto de 1942 Peddicord creó una escuela de reconocimiento para su nueva unidad, los Navy Scouts and Raiders (los Exploradores y Asaltantes de la Armada), en la base de entrenamiento anfibio de Little Creek (Virginia).
En 1942 el Ejército y la Marina establecieron conjuntamente la Amphibious Scout and Raider School (la Escuela Anfibia de Exploradores y Asaltantes) en Fort Pierce (Florida). En esta escuela, el Teniente Comandante Phil H. Bucklew, el "Padre de la Guerra Naval Especial", ayudó a organizar y a entrenar en lo que pasó a ser el "primer grupo" de la Marina especializado en incursiones y tácticas anfibias.
La imperiosa necesidad de recopilar información de inteligencia antes de que se efectuaran los desembarcos se volvió primordial después del asalto anfibio en la Batalla de Tarawa, en noviembre de 1943. Aunque los planificadores de la Armada y del Cuerpo de Marines habían identificado que el coral era un problema, supusieron incorrectamente que las lanchas de desembarco serían capaces de desplazarse sobre el coral. Los Marines se vieron obligados a bajar de su embarcación, en unas aguas que les llegaban hasta la altura del pecho, a mil metros de la costa, y muchos hombres se ahogaron debido a las irregularidades de los arrecifes y los artilleros japoneses infligieron numerosas bajas norteamericanas.
Después de aquella experiencia el Contralmirante Kelley Turner, Comandante del V Cuerpo Anfibio, ordenó al Teniente Crist de los Seabee que encontrara un medio para lidiar con el coral y que los hombres tuvieran un entrenamiento adecuado para poder sortear aquellos obstáculos. El Teniente Crist reclutó a 30 oficiales y a 150 soldados del 7º Regimiento Naval de Construcción, en la Base de Operaciones Anfibias de Waipio en Oahu, con el fin de formar el núcleo de un programa de instrucción de reconocimiento y demolición. Es aquí donde nacieron los UDT del Pacífico.
Más adelante los ingenieros del Ejército transmitieron los trabajos de demolición a la Marina de Estados Unidos. Luego pasó a ser responsabilidad de la Marina despejar cualquier obstáculo y defensa en el área cercana a la costa.
Se ha construido un monumento en honor a la fundación de los UDT, en la Estación de Bellows de la Fuerza Aérea, cerca de la Base de Entrenamiento Anfibio original, en Oahu.

## Unidades Navales de Demolición de Combate

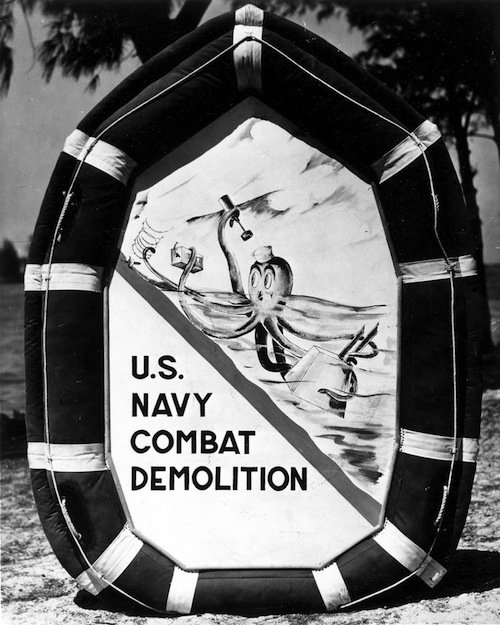
Insignia de la Unidad Naval de Demolición de Combate de Estados Unidos – Museo de los Seal de la Marina de Estados Unidos.

A principios de mayo de 1943 el Jefe de Operaciones Navales ordenó la realización de un "Proyecto Naval de Demolición" en dos fases, "para satisfacer una necesidad actual y urgente". La primera fase comenzó en la Base de Entrenamiento Anfibio, en Solomons (Maryland), con la creación de la Unidad Naval Operacional de Demolición Nº 1. Seis oficiales y dieciocho soldados se presentaron en la escuela de dinamitación y demolición de los Seabees, en Camp Peary, para completar un curso de cuatro semanas de duración. Esos Seabees fueron enviados inmediatamente a participar en la invasión de Sicilia, donde se dividieron en tres grupos que desembarcaron en las playas de Licata, Gela y Scoglitti.
También en el mes de mayo la Marina creó Unidades Navales de Demolición de Combate (Naval Combat Demolition Units (NCDUs),  encargadas de eliminar las obstrucciones de la playa desembarcando en un bote inflable LCRS antes de que se llevaran a cabo los ataques anfibios. Cada Unidad Naval de Demolición de Combate constaba de cinco hombres pertenecientes al escalafón o rango de alistado (enlisted rank), dirigidas por un solo oficial subalterno del Cuerpo Civil de Ingenieros (Civil Engineer Corps (CEC). A principios de mayo el Jefe de Operaciones Navales, el Almirante Ernest J. King, eligió al Teniente Comandante Draper L. Kauffman para que dirigiera el entrenamiento. Entre Mayo y mediados de julio las primeras seis clases que se graduaron procedían del "Área E" de Camp Peary, donde los Seabee tienen su acuartelamiento. El entrenamiento se trasladó a Fort Pierce (Florida), y a mediados de julio de 1943 comenzó la primera clase. A pesar del traslado y de tener cerca la base de los Scouts Raiders (Exploradores Asaltantes), Camp Peary fue la principal fuente de reclutas de Kauffman. "Se iba a la Escuela de Dinamiteros de Camp Peary y congregaba a los Seabees en el auditorio diciéndoles: "Necesito voluntarios para trabajos peligrosos, prolongados y remotos". Los otros voluntarios de Kauffman provenían de la Marina y de los ingenieros de combate del Ejército. El entrenamiento comenzó con una semana agotadora diseñada para "separar a los hombres con fuerza, valor y coraje de los débiles y enclenques ". Algunos dijeron que "los valerosos tuvieron el sentido común de renunciar, dejando a Kauffman con los enclenques". Fue y sigue siendo considerada la primera "Semana del Infierno".

### Normandía
A principios de noviembre de 1943 la Unidad Naval de Demolición de Combate Nº11 fue asignada como grupo de avanzadilla (o pelotón de vanguardia) para la Operación Overlord. A ellos se les unirían en Inglaterra 33 Unidades Navales de Demolición de Combate. Entrenaron con los ingenieros de combate de la 146ª, 277ª y 299ª para prepararse para el desembarco. Cada Unidad tenía cinco ingenieros de combate adjuntos. Las primeras 10 Unidades Navales de Demolición de Combate se dividieron en tres grupos. El oficial superior, por rango, era el oficial al mando del Grupo III, el Teniente Smith del Cuerpo Civil de Ingenieros. Asumió el mando en capacidad no oficial. Su Grupo III trabajó en demoliciones experimentales y desarrolló el Hagensen Pack (una innovación que utilizaba 1,1 kg de tetrilo colocado en tubos de goma y que podían enrollarse alrededor de los obstáculos). A medida que fueron llegando más equipos se creó un Comando NCDU para las siguientes Unidades Navales de Demolición de Combate: 11, 22–30, 41–46, 127–8, 130–42.

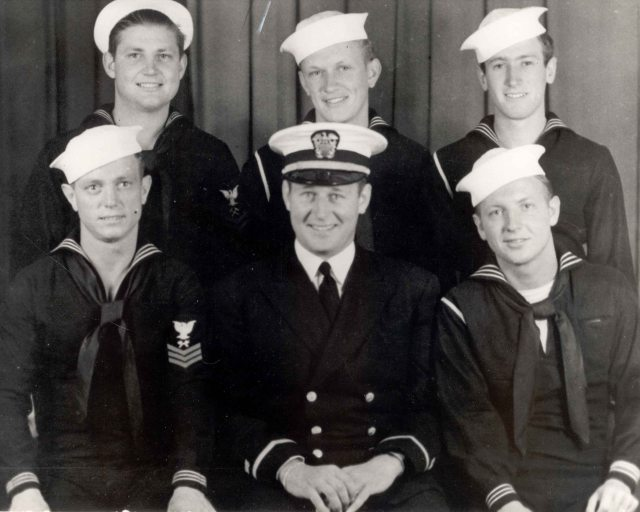
La Unidad Naval de Demolición de Combate Nº 45. El Teniente Segundo Karnowski, el Jefe de los Carpinteros Segundos (Chief Carpenters Mate) Conrad C. Millis, MMCB2 Lester Meyers y tres artilleros navales de segunda clase (gunners mates). La unidad obtuvo la Mención Presidencial, el Teniente Segundo Karnowski obtuvo la Cruz Naval, y la Cruz de Guerra Francesa con Palma de Bronce, mientras que el Maquinista Segundo (Machinist's mate) Meyers recibió una Estrella de Plata. Dos hombres resultaron heridos y uno murió.

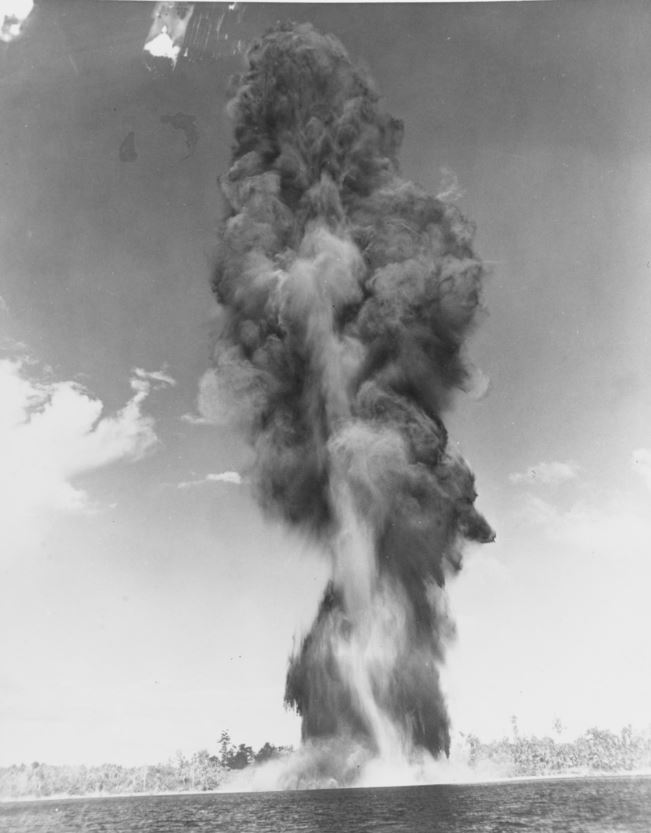
80-G-258013. La Unidad Naval de Demolición de Combate Nº 21 en Morotai con la séptima flota de MacArthur crea un canal usando 8 toneladas de explosivos en una sola explosión. Los escombros fueron desperdigados a 800 yardas o a casi un kilómetro de distancia.

Los alemanes habían construido elaboradas defensas en la costa Francesa. Estas defensas estaban formadas por postes de acero clavados en la playa y rematados con cargas explosivas. Se colocaron grandes barricadas de acero de 3 toneladas llamadas Puertas Belgas y erizos en toda la zona de mareas, detrás de la cual había una red de posiciones reforzadas: artillería costera, morteros y ametralladoras posicionadas.
Los Scouts and Raiders pasaron semanas recopilando información durante las misiones de vigilancia nocturna a lo largo y ancho de la costa Francesa. Se construyeron réplicas de las Puertas Belgas en la costa sur de Inglaterra para que las Unidades Navales de Demolición de Combate practicaran demoliciones. Era posible volar una puerta en pedazos, pero eso solo creaba una masa de hierro enredado que generaba más obstáculos. Las Unidades Navales de Demolición de Combate descubrieron que el mejor método era volar las juntas estructurales de una puerta para que cayera completamente.
Los equipos NCDU (designados como "equipos de Demoliciones Brecha de Asalto") entrarían durante la marea baja para despejar los obstáculos. Su misión era abrir dieciséis corredores de 15 metros de ancho para el desembarco en cada una de las zonas de desembarco de Estados Unidos (Playa de Omaha y Playa de Utah). Desafortunadamente, los planes no se ejecutaron según lo establecido. El bombardeo aéreo y naval preparatorio fue ineficaz, dejando que muchos cañones alemanes dispararan ante el asalto. Además, las condiciones de las mareas causaron dificultades a las Unidades Navales de Demolición de Combate. A pesar del intenso fuego alemán y las bajas, las cargas de las Unidades Navales de Demolición de Combate abrieron brechas en las defensas.
Cuando la infantería desembarcó algunos se valieron de los obstáculos para cubrirse de las cargas de demolición que había incorporadas sobre ellas. La mayor dificultad estaba en la playa de Omaha. Al caer la noche trece de los dieciséis huecos previstos estaban abiertos. De los 175 hombres de la NCDU que desembarcaron 31 murieron y 60 resultaron heridos. El ataque a la Playa de Utah supuso menos bajas, cuatro muertos y once heridos. En definitiva, los NCDU sufrieron una tasa de bajas del 53 por ciento. Los NCDU también fueron asignados a la Operación Dragoon y a la invasión del sur de Francia, junto con algunas unidades de Normandía que también participaron.
Con Europa invadida el Almirante Turner decomisó todas las NCDU disponibles de Fort Pierce para integrarlas en las UDT del Pacífico. Las primeras NCDU, la 1 y la 10, se organizaron en Turner City, más precisamente en la isla de Florida, en las Islas Salomón, durante enero de 1944. Algunos fueron adscritos temporalmente a la UDT. Tiempo después, las NCDU 1 y 10 se combinaron para formar el Equipo de Demolición Submarina Able. Este equipo se disolvió con las NCDU 2 y 3, más otras tres unidades NCDU asignadas a la séptima fuerza Anfibia de MacArthur, siendo las únicas NCDU existentes al final de la guerra. Los otros hombres del Equipo Able fueron asignados a UDT numeradas.

## Los Equipos de Demolición Submarina durante la Segunda Guerra Mundial

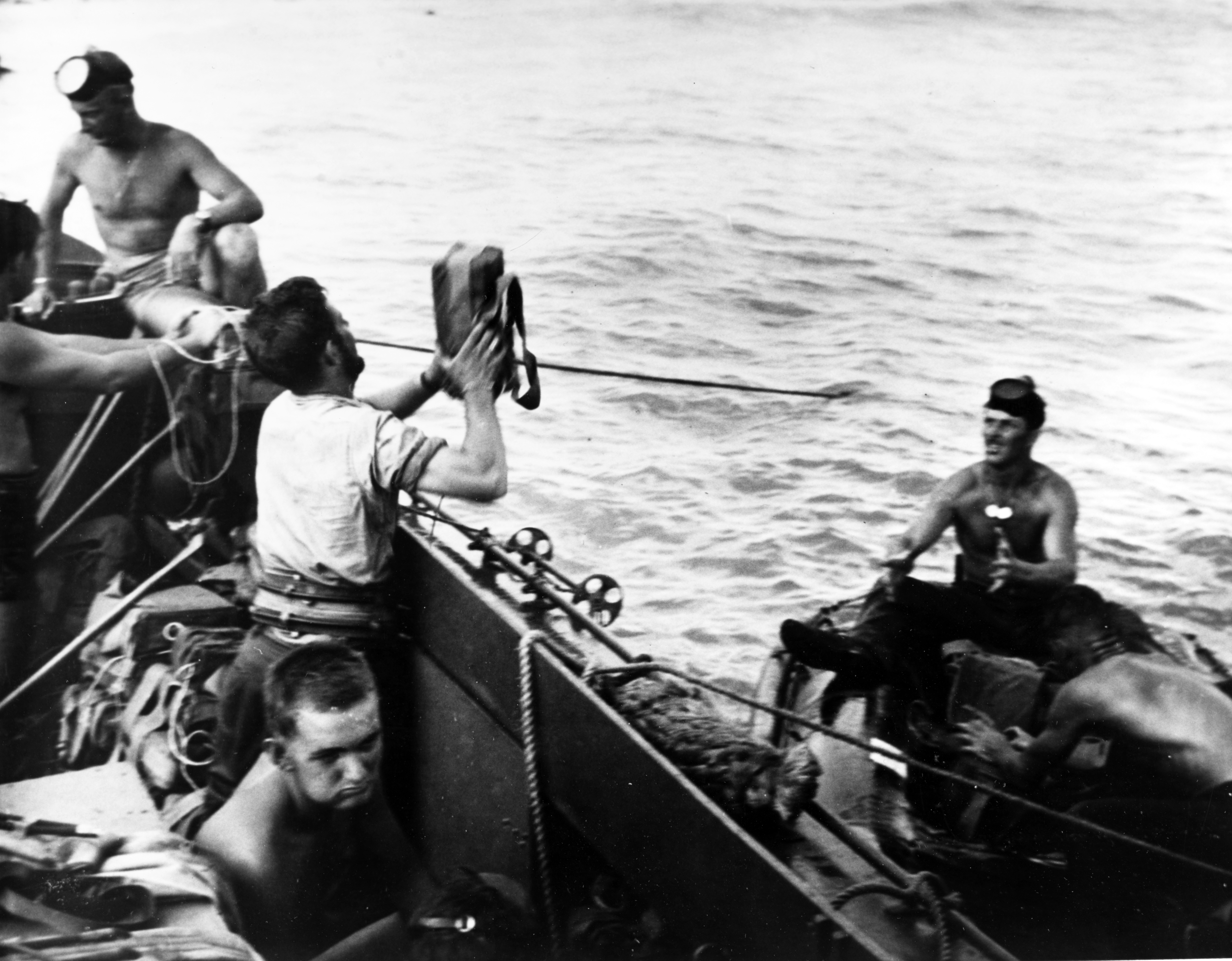
Miembros de los equipos de demolición submarina preparándose para la invasión de Saipán en junio de 1944.

Las primeras unidades designadas como Equipos de Demolición Submarina se formaron en el Teatro del Pacífico. El Contralmirante Richmond K. Turner, experto en operaciones anfibias de la Armada, fue el encargado de organizar los Equipos de Demolición Submarina en respuesta a la debacle del asalto experimentado en Tarawa. Turner reconoció que para llevar a cabo las operaciones anfibias de manera efectiva era necesario obtener información sobre los posibles obstáculos submarinos. El personal de los equipos 1-15 eran principalmente Seabees que habían comenzado su andadura en las NCDU. El entrenamiento de los Equipos de Demolición Submarina se realizó en la Base de Operaciones Anfibias de Waipio, bajo el control operativo y administrativo del V Cuerpo Anfibio. La mayoría de los instructores y de los alumnos eran graduados de las escuelas de los Scouts and Raiders y de las NCDU de Fort Pierce; también había Seabees, Marines y soldados del Ejército.
Cuando se formaron los Equipos 1 y 2, estos eran "provisionales", y habían sido instruidos por un Batallón de Reconocimiento Anfibio del Cuerpo de Marines, que no tenía nada que ver con el programa de Fort Pierce. Después de una misión exitosa en Kwajalein, donde 2 hombres de los Equipos de Demolición Submarina se desnudaron hasta quedar en bañador, fueron capaces de reunir la suficiente información de inteligencia que el Contralmirante Turner tanto ansiaba. Como resultado de sus acciones, el modelo de misión de los Equipos de Demolición Submarina evolucionó a los reconocimientos diurnos, en los que sus integrantes usaban bañadores, aletas y máscaras de buceo. Debido al éxito inmediato que alcanzaron los Equipos de Demolición Submarina, estos no tardarían en ser parte indispensable para acometer todos los futuros desembarcos anfibios.
Fue organizado un Equipo de Demolición Submarina con aproximadamente dieciséis Oficiales y ochenta soldados rasos. Un oficial de los Marines y otro del Ejército actuaban como enlace dentro de cada equipo. Fueron desplegados en todos los desembarcos anfibios importantes cuando finalizó la batalla de Tarawa y eventualmente se pusieron en servicio 34 equipos. Los equipos 1-21 fueron los que se desplegaron operativamente, con un poco más de la mitad de los Oficiales y soldados rasos provenientes de los Seabees. Los equipos restantes no se desplegaron debido a que la guerra ya había finalizado.

## Tarawa y la formación de los Equipos de Demolición Submarina
Antes de que ocurriera la batalla de Tarawa, los planificadores de la Armada y del Cuerpo de Marines se dieron cuenta de que el coral era un problema para emprender con éxito las operaciones anfibias. En Tarawa, la marea muerta creó problemas de calado en los barcos Higgins, impidiéndoles atravesar el arrecife. Los vehículos de desembarco de tracción por orugas que transportaban a la primera ola consiguieron cruzar con éxito el arrecife. Los barcos Higgins que transportaban la segunda ola encallaron, y los Marines tuvieron que desembarcar a varios cientos de metros de la costa cargando con todos sus equipos de combate, bajo intenso fuego enemigo. Muchos se ahogaron o murieron antes de llegar a la playa, obligados a vadear a través de corales traicioneramente irregulares. La primera oleada se quedó luchando sin refuerzos y sufrió numerosas bajas en la playa.
Este desastre dejó claro al Almirante Turner que se necesitaba información de inteligencia previa al asalto para evitar dificultades similares en operaciones futuras. Para ello, Turner ordenó la creación de equipos de demolición submarina para que realizaran reconocimientos de las condiciones de las playas y retiraran las posibles obstrucciones que se hallaban bajo el agua a fin de llevar a cabo con éxito las operaciones anfibias.Después de un examen detenido, el V Cuerpo Anfibio descubrió que las únicas personas que tenían verdadera experiencia con el coral eran los hombres de los Batallones de Construcción Naval (los Seabees). El Almirante Turner encargó al Teniente Thomas C. Crist, del 10º Batallón de Construcción del Cuerpo de Ingenieros Civiles, desarrollar un método que pudiera destruir los corales en condiciones de combate y le ordenó formar un equipo para ese propósito.El Teniente Christ empezó a reclutar a diversos hombres del 10º Batallón de Construcción (con los cuales había trabajado previamente en la destrucción de los corales) y para finales de noviembre de 1943 había reclutado a cerca de 30 oficiales y 150 soldados del 7º Regimiento de Construcción Naval, en la Base de Operaciones Anfibias de Waipio, en Maui.

## Kwajalein y la evolución del modelo de misión de los UDT

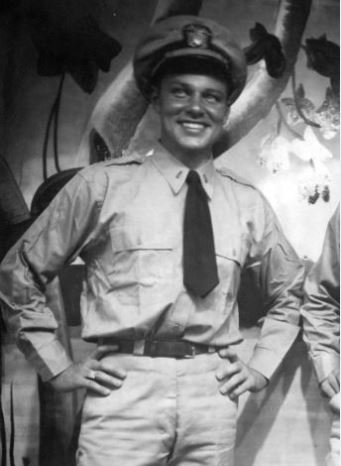
El Teniente Lewis F. Luehrs fue uno de los 30 Oficiales del 7º Regimiento Naval de Construcción que el Teniente Crist reclutó para los Equipos 1 y 2. Él y el Suboficial jefe Bill Acheson fueron los primeros nadadores de los UDT.

La primera operación después de Tarawa fue la Operación Flintlock, en las Islas Marshall. Todo comenzó en la isla de Kwajalein en enero de 1944. El Almirante Turner quería información de inteligencia y para obtenerla los hombres que el Teniente Crist había reclutado fueron utilizados para formar los Equipos de Demolición Submarina (UDT 1 y UDT 2). Inicialmente, los comandantes de los equipos eran el Comandante E. D. Brewster y el Teniente Crist, ambos del Cuerpo de Ingenieros Civiles. Sin embargo, para el Equipo 2 el Teniente Crist fue designado como oficial de operaciones y el Teniente John T. Koehler como comandante.Al igual que todo el entrenamiento militar de los Seabee, este fue impartido por los Marines. Un Batallón de Reconocimiento Anfibio del Cuerpo de Marines supervisó a los Seabees que estaban asignados a los Equipos 1 y 2 de los UDT durante las cinco semanas de entrenamiento adicional a fin de prepararlos para la misión. Al Equipo 1 se le asignó dos misiones de reconocimiento diurnas.Los UDT tenían que seguir el procedimiento de reconocimiento del Cuerpo de Marines, y cada equipo de dos hombres tenía que acercarse a la playa en una lancha neumática para realizar sus observaciones, usando uniformes de faena, botas, cascos antibalas y salvavidas atados a sus botes. El Equipo 1 descubrió que el arrecife les impedía determinar las condiciones, tanto en el agua como en la playa, tal y como se había previsto. Siguiendo la tradición de los Seabee de: (1) hacer todo lo posible para completar el trabajo y (2) no seguir siempre las normas militares, el Equipo 1 hizo ambas cosas: se quitó el uniforme de faena y las botas.
El Teniente Lewis F. Luehrs y el Suboficial jefe de los Seabee, Bill Acheson, habían previsto que no iban a poder obtener la información que quería el Almirante Turner siguiendo el protocolo de reconocimiento del Cuerpo de Marines, por lo que decidieron llevar bañadores debajo de sus uniformes. Tras desnudarse, nadaron 45 minutos sin ser detectados a través del arrecife, regresando con bocetos de los emplazamientos de los cañones y otra información.